# M 5 codice diamanti
M 5 codice diamanti (A Man Could Get Killed) è un film statunitense del 1966 diretto da Ronald Neame e Cliff Owen.
Nella colonna sonora del film è compresa la canzone Strangers in the Night di Bert Kaempfert, portata al successo da Frank Sinatra.